# Praepedaliodes phanias
Praepedaliodes phanias är en fjärilsart som beskrevs av William Chapman Hewitson 1861. Praepedaliodes phanias ingår i släktet Praepedaliodes och familjen praktfjärilar. Inga underarter finns listade i Catalogue of Life.